# 新闻直播间
《新闻直播间》是由中国中央电视台的一档直播新闻节目，前身为1978年5月1日在央视一套开播的《整点新闻》。

2015年启用的“突发新闻”开场片头（于2015年3月23日04:40截图，播出内容为新加坡前总理李光耀逝世，因节目播出前正在重播节目故右上角出现“重播”角标）

如遇重大活动或突发新闻，部分时间段的《新闻直播间》与部分时段的重播节目会打通播出，有时更会与CCTV-1并机直播，且将节目名称改为“特别报道”或片头以“突发新闻”开场。

## 历史
《新闻》（整点新闻）时期（1978年至2009年） 
1978年5月1日，中国中央电视台综合频道开播整点新闻节目。
1988年3月15日起，《新闻》的录制播出工作都转移到中央电视台彩色电视中心进行。
1993年3月1日-1995年4月2日期间，原在12:00播出的《午间新闻》以12:00一节《新闻》的名义播出；同日起，原22:00《晚间新闻》以22:00一节《新闻》的名义播出；1994年4月1日起，22:00《新闻》恢复原《晚间新闻》的名称。
1995年4月3日起，原12:00点一节《新闻》改版并更名为《新闻30分》。
1999年7月5日起，原21:00点一节的《新闻》更名为《现在播报》。
2002年8月5日起，原0:00一节的《新闻》改版并更名为《午夜新闻》，各节《新闻》的片头名称由《新闻》改为《新闻X点》（X表示某个整点的意思），片花名称为《新闻NEWS》。10、14、16、18点的新闻分别更名为《新闻10:00》、《新闻14:00》、《新闻16:00》、《新闻18:00》。
2003年5月1日起，《新闻》（节目表中称“整点新闻/新闻”）移入新开播的中国中央电视台新闻频道播出，同时《现在播报》停播。央视综合频道和央视新闻频道开始并机播出6:00和7:00档的《新闻》，直至《朝闻天下》开播。新开播频道的各节《新闻》片头和片花名称统一改为《新闻NEWS》。
2005年3月1日起，随着央视新闻频道进行第一次改版，20点档的《新闻》停播，原时段改为播出《今天》。
2006年6月5日起，随着央视新闻频道进行第二次改版，《新闻》的包装亦同时改版，各节《新闻》的片头和片花名称恢复使用《新闻》二字。同时由于6点档和7点档的《新闻》、《媒体广场》以及《新闻早8点》整合成为《朝闻天下》，央视一套除特别报道外，不再播出《新闻》节目。
2008年3月24日起，随着央视新闻频道的改版，白天时段内大部分的《新闻》节目播出时长由10分钟延长到30分钟。
2008年5月13日-2008年7月20日期间，央视新闻频道全天大部分时段的《新闻》改为播出《四川汶川地震直播特别节目》。为后续的改版打下铺垫。
2008年7月21日-2008年9月16日期间，为迎接北京奥运会的到来，央视新闻频道全天大部分时段改为播出《一起看奥运》特别直播报道。
2008年9月17日起，随着北京残奥会的闭幕，央视新闻频道白天时段的大部分《新闻》合并为《大直播时段》（片头仍使用《新闻》）。
《新闻直播间》时期（2009年至今） 
2009年8月17日起，随着央视新闻频道的改版，《大直播时段》更名为《新闻直播间》，惟凌晨1点到6点间的整点新闻直播时段同时取消。
2011年7月4日起，央视新闻频道恢复凌晨1点到6点间的整点新闻，时长为15-30分钟不等，如遇重大事件则打通播出。
2014年7月1日起，《新闻直播间》增加“热点速览”环节。
2015年1月6日凌晨1时起，凌晨时段（1:00-6:00）的《新闻直播间》开始在央视光华路办公区制作播出，启用以央视光华路办公区大楼为主题的新片头，画面比例也改为16:9。
2019年7月20日起，凌晨时段的《新闻直播间》改在中央广播电视总台总部大楼（复兴路办公区）制作播出，仍沿用光华路时期新闻片头及镜面。
2019年10月16日下午13:15分起，白天时段的新闻直播间开始在中央广播电视总台总部大楼（复兴路办公区）N07演播室制作播出，改用重制版“地球出水”片头以及全新的新闻镜面；10月18日凌晨起，所有时段的《新闻直播间》全部改用新版片头和新闻镜面。

## 制作

### 演播室
2003年-2009年，该节目设在复兴路办公区的250演播室和229演播室制播，2009年8月17日至2010年1月31日期间，该节目在150演播室播出，2010年2月1日-2019年10月16日期间，该节目在250演播室播出。
2011年7月4日起，随着新闻频道恢复凌晨时段的《新闻直播间》，该节目改为白天时段在250演播室制播，凌晨时段在150演播室制播。
2015年1月6日起，凌晨时段开始在央视光华路办公区C08演播室播出，但遇重大事件（如东方之星号客轮翻沉事件）时则使用C01演播室。2015年11月1日-2016年11月5日期间，凌晨时段节目改用C01演播室。
2016年11月5日-2019年7月19日期间，凌晨时段节目改用C02演播室，而原C01演播室之后改由新成立的中国环球电视网使用。
2019年7月20日起，凌晨时段节目改在复兴路办公区的N01演播室播出，而原C02演播室之后改由新开播的国防军事频道使用。2019年9月1日-9月7日、9月9日-9月15日期间，凌晨时段改为在复兴路办公区的N07演播室播出。同年10月16日下午起，白天时段的《新闻直播间》开始在复兴路办公区的N07演播室播出，而凌晨时段仍然在N01演播室播出。

## 播出

### 播出时间
周日及周一播出时段如下，
- 凌晨时段：01:00－01:15、02:00－02:15、03:00－03:20/03:25、04:00－04:15、05:00－05:12
- 上午时段：09:00－09:10、10:00－12:00
- 下午时段：13:00－14:10、15:00-18:00

周二至周六播出时段如下，
- 凌晨时段：01:00－01:20、02:00－02:33、03:00－03:45、04:00－04:33、05:00－05:17
- 上午时段：09:00－12:00
- 下午时段：13:00－18:00

另外，01:00、11:00、13:00、15:00及17:00《新闻直播间》前会播出中国省会城市、直辖市、海南三沙市天气预报（中国气象局、中央气象台提供），而13:00後會播出中國近海及太平洋西北部海浪/海温/海冰/风暴潮预报（中国自然资源部、国家海洋预报台提供），有效時間為當天14:00至翌日14:00。

### 主播
《新闻直播间》的主播阵容主要分为凌晨（大夜）、上午和下午三个时段。在凌晨（1点到5点档）时段中，由实习播音员赵宇昕或当天《午夜新聞》的主播陈怡博、王诗杨、王誉博播报。
在上午时段（9点至11点档）中，常出现的主播有纳森和梁艳。一般情况下9点档和11点档为同一主播，如10点档沒有另一位常任主播，會由《朝闻天下》的主播胡蝶、郑天亮、郑丽、王音棋、宝晓峰、严信、何岩柯、张仲鲁、苗凯、王言、商亮、鄭子可、张韬替任。
在下午时段（13点至17点档）中，较常出现的主播有张璐和周丽等。他们主要擔任14:00-15:00（周日及周一）或14:00及16:00（周二至周六）兩節。而13点、15点（僅限周二至周六）、16点（僅限周日及周一）及17点档可以由《新闻联播》、《朝闻天下》、《午夜新聞》、综合频道的《晚间新闻》主播来播报，如李梓萌、郭志坚、康辉、海霞、刚强、潘涛、彭坤等。其他可在此時段擔任的主播包括上述朝闻天下和午夜新闻的主播，以及和佳、黃峰、章偉秋等。
从2021年3月1日起，凌晨1-5点档的《新闻直播间》开始由2019年央视主持人大赛的优秀选手张安琪、果欣禹、刘妙然、王宇彤、迟茜轮流播报。从2021年8月起，这些主播连同之前《午夜新闻》的主播加入了白天时段的播出阵容。